# Uromastyx dispar
Espèce
Synonymes
- Uromastyx acanthinurus flavifasciata Mertens, 1962
- Uromastyx maliensis Joger & Lambert, 1996
- Uromastyx flavifasciata obscura Mateo, Geniez, Lopez-Jurado & Bons, 1999

Statut CITES
Uromastyx dispar est une espèce de sauriens de la famille des Agamidae.

## Répartition
Cette espèce se rencontre au Sénégal, en Mauritanie, au Maroc, en Algérie, au Mali, au Tchad et au Soudan.

## Liste des sous-espèces
Selon The Reptile Database (13 mai 2014) :
- Uromastyx dispar dispar Heyden, 1827
- Uromastyx dispar flavifasciata Mertens, 1962
- Uromastyx dispar hodhensis Trape, Chirio & Trape, 2012
- Uromastyx dispar maliensis Joger & Lambert, 1996

## Publications originales
- Heyden, 1827 : Atlas zu der Reise im nördlichen Afrika. I. Zoologie. Reptilien. H. L. Brönner, p. 1-24 (texte intégral).
- Joger & Lambert, 1996 : Analysis of the herpetofauna of the Republic of Mali, 1. Annotated inventory, with description of a new Uromastyx (Sauria: Agamidae). Journal of African zoology, vol. 110, no 1, p. 21-51.
- Mertens, 1962 : Bemerkungen über Uromastyx acanthinurus als Rassenkreis. Senckenbergiana Biologica, vol. 43, p. 425-432.
- Trape, Chirio & Trape, 2012 : Lézards, crocodiles et tortues d'Afrique occidentale et du Sahara. IRD Orstom, p. 1-503.